# Запис Милића крушка (Ратаре)
Запис Милића крушка (Ратаре) се налази на парцели чији је власник Милић Живојин.

## Локација
| Општина             | Параћин                                                                     |
| Катастарска општина | Ратаре                                                                      |
| Потес               | Милићевски луг                                                              |
| Координате          | 43° 48′ 05″ С; 21° 25′ 38″ И / 43.801299999999998° С; 21.427299999999999° И |
| Надморска висина    | 136m                                                                        |

## Карактеристике
Дендрометријске вредности утврђене на терену и сателитским снимцима:
| Стабло                     | Крушка |
| Висина стабла              | m      |
| Обим дебла                 | m      |
| Пречник крошње             | 15m    |
| Пречник дебла              | m      |
| Висина дебла до прве гране | m      |

## База записа
Запис је у оквиру Викимедија пројекта "Запис - Свето дрво" заведен под редним бројем 0524.